# St. Jakobus der Ältere (Pullach)

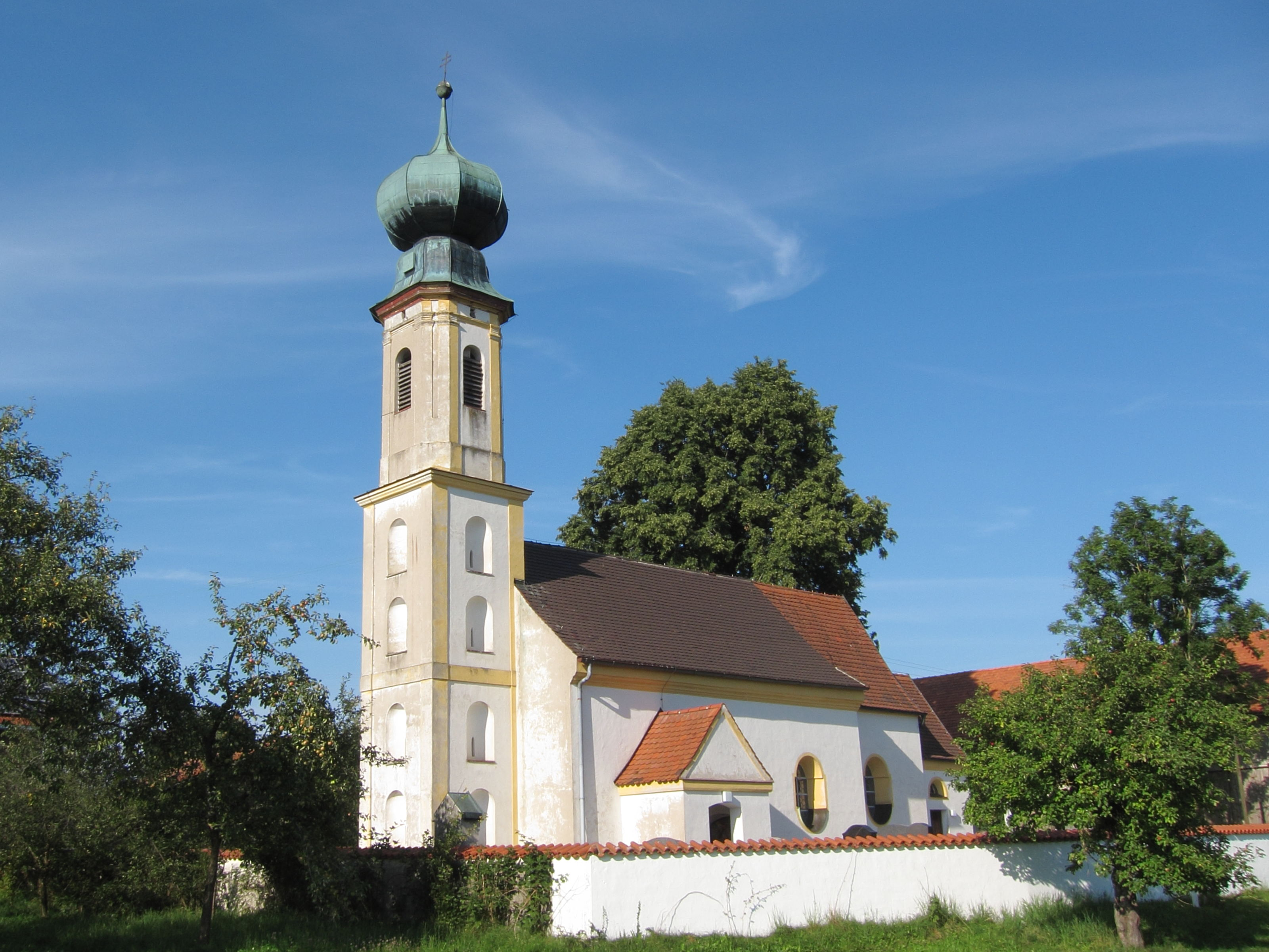
St. Jakobus der Ältere in Pullach

Innenraum

St. Jakobus der Ältere in Pullach, einem Gemeindeteil von Forstern im oberbayerischen Landkreis Erding, ist eine römisch-katholische Filialkirche. Sie ist in der Liste der Baudenkmäler in Forstern unter der Nr. D-1-77-119-5 eingetragen. Die Kirche gehört zum Dekanat Ebersberg im Erzbistum München und Freising. 

## Beschreibung
St. Jakobus der Ältere in Pullach wurde im 13. Jahrhundert als romanische Saalkirche erbaut und Ende des 17. Jahrhunderts barock umgestaltet. An das Langhaus schließt sich im Osten der eingezogene Chor mit angebauter Sakristei an. An der Westwand des Langhauses steht der nach der Mitte des 18. Jahrhunderts im Stil des Erdinger Stadtmaurermeisters Johann Baptist Lethner errichtete Kirchturm und an der Südwand ein Vorbau mit dem Portal. Der Grundriss des Turms ist quadratisch. Im Obergeschoss mit abgeschrägten Ecken und einer Zwiebelhaube hängen drei Glocken.
Das Langhaus ist mit einer Flachdecke überspannt, der Chor mit einem Sterngewölbe. Das Altarblatt des Hochaltars zeigt die Heiligen Augustinus von Hippo und Jakobus den Älteren, die der Gottesmutter Maria mit dem Jesuskind huldigen.